# Dąbrówka (powiat miński)
Dąbrówka – wieś sołecka w Polsce położona w województwie mazowieckim, w powiecie mińskim, w gminie Latowicz.
Wieś królewska położona była w drugiej połowie XVI wieku w powiecie garwolińskim ziemi czerskiej województwa mazowieckiego.
W latach 1526–1795 wieś należała do starostwa latowickiego. W latach 1795–1809 – pod zaborem austriackim. Od 1809 r. w Księstwie Warszawskim, guberni warszawskiej, powiecie siennickim, a od 1866 r. w powiecie mińskim (od 1868 nazwa powiatu nowomiński). W latach 1870–1954 należała do gminy Latowicz, w latach 1955–1972 – do Gromadzkiej Rady Narodowej w Latowiczu, od 1973 r. należy do gminy Latowicz. W latach 1919–1939 była w granicach województwa warszawskiego, 1939-1945 w Generalnym Gubernatorstwie, 1946-1975 w województwie warszawskim, od 1975 do 1998 r. – w granicach województwa siedleckiego. Od 1999 r. znajduje się w województwie mazowieckim.
Wierni Kościoła rzymskokatolickiego należą do parafii Świętej Trójcy w Latowiczu.

## Historia
Pierwsze wzmianki o wsi pochodzą z 1565 r., kiedy liczyła 12 gospodarstw. Podczas wojen szwedzkich została doszczętnie spalona. w 1662 r. liczyła 44 mieszkańców. W 1789 r. było tu 8 domów i zamieszkiwały rodziny o nazwiskach: Staniak, Kłos, Maciejec, Butowicz, Gałązka i Szostak. W 1835 r. powstała szkoła elementarna. W 1880 r. wieś liczyła 18 domów i około 100 mieszkańców. W 1960 r. założono Ochotniczą Straż Pożarną. W 1968 r. powstało Koło Gospodyń Wiejskich. W 1970 r. wieś liczyła 100 mieszkańców, a w 2000 r. – 95. Przyrost naturalny w latach 1970–2000 wyniósł -5,9%. W 1988 r. we wsi było 21 domów, a w 2000 r. – 27 domów.

## Zabytki
- Murowana kapliczka, słupowa, pobielona, ufundowana przez Franciszka Maletkę w 1968 r.
- Figura Matki Bożej Łaskawej fundacji Jolanty Zwierz, ustawiona w 1960 r. w centrum wsi.